# Oficerska Szkoła Piechoty nr 3 (1949–1956)
Oficerska Szkoła Piechoty nr 3 (OSP nr 3) – szkoła kształcąca kandydatów na oficerów piechoty ludowego Wojska Polskiego.
Oficerska Szkoła Piechoty nr 3 utworzona została w marcu 1949 roku w garnizonie Elbląg. Etat szkoły przewidywał 291 oficerów i podoficerów kadry stałej oraz 1080 podchorążych. Oprócz kształcenia podchorążych w szkole funkcjonował kurs doskonalenia podoficerów zawodowych piechoty. W 1957 roku szkoła została rozformowana.
W latach 1955–1957 komendantem szkoły był pułkownik Konrad Krajewski.